# Maroon 5
Maroon 5 er en Grammy Awards-prisvindende pop/rock-gruppe, som kommer fra Los Angeles i Californien. Gruppen havde i 2004 store hits med sangene "This Love" og "She Will Be Loved".

## Bandmedlemmer
Maroon 5 består af:
- Adam Levine – Vokal og guitarist
- James Valentine – Guitarist
- Jesse Carmichael – Pianist
- Mickey Madden – Bassist
- Matt Flynn – Trommeslager; tidligere Ryan Dusick
- PJ Morton – Keyboardspiller; fast siden 2012

## Diskografi

### Singler
Fra Songs about Jane:
- 2002 "Harder to Breathe"
- 2004 "This Love"
- 2004 "She Will Be Loved"
- 2004 "Sunday Morning"
- 2005 "Must Get Out"

Fra Live – Friday The 13th:
- 2005 "Shiver"

Fra It Won't Be Soon Before Long:
- 2007 "Makes Me Wonder"
- 2007 "Wake Up Call"
- 2007 "Won't Go Home Without You"
- 2008 "If I Never See Your Face Again" (Featuring Rihanna)

Fra Hands All Over:
- 2010 "Misery"
- 2011 "Moves Like Jagger"

Fra Overexposed:
- 2012 "Payphone"
- 2012 "One More Night"
- 2012 "Daylight"

Fra V:
- 2014 "Maps"
- 2014 "Animals"
- 2015 "Sugar"

Fra Red Pill Blues:
- 2016 "Don't Wanna Know"
- 2017 "Cold"
- 2017 "What Lovers Do"
- 2018 "Wait"
- 2018 "Girls Like You"

### Album
- 2002 Songs About Jane
- 2003 1.22.03.Acoustic
- 2005 Live – Friday the 13th
- 2007 It Won't Be Soon Before Long
- 2010 Hands All Over
- 2012 Overexposed
- 2014 V (five)
- 2017 Red Pill Blues